# Lapitch, der kleine Schuhmacher
Lapitch, der kleine Schuhmacher (Originaltitel: Čudnovate zgode šegrta Hlapića) ist eine kroatisch-deutsche Zeichentrickserie, die zwischen 1997 und 2000 produziert wurde. 1997 erschien ein gleichnamiger Spielfilm zur Serie.

## Handlung
Der Schuhmacherlehrling Lapitch, ein kleiner Mäuserich, muss sich viel mit seinem griesgrämigen Meister rumärgern, der ihm viele Aufgaben gibt. Daher packt er seine Sachen und sucht das Glück in der großen Welt. Er findet schnell viele Freunde und erlebt mit ihnen viele Abenteuer. Gemeinsam mit dem Mäusemädchen Lisa, dem Papagei Pero und der lieben Hexe Yanna kämpfen sie schließlich gegen die Tyrannei von Rattenkralle und seiner Bande.

## Produktion und Veröffentlichung
Die Serie wurde zwischen 1997 und 2000 in deutsch-kroatischer Kooperation produziert. Die deutsche Erstausstrahlung fand am 1. Juni 1998 auf ProSieben statt. Weitere deutschsprachige TV-Ausstrahlungen fanden auf Junior, ORF eins, SF 1 und SRF zwei statt. 1997 wurde außerdem ein Spielfilm mit 83 Minuten Laufzeit zur Serie veröffentlicht. Zudem wurde der Film auf DVD und VHS veröffentlicht.

## Episodenliste
| Folge | deutsche Erstausstrahlung   | englische Erstausstrahlung |
| 1     | Brewsters Geburtstag        | Brewster’s Birthday        |
| 2     | Das geheime Dorf            | The Secret Village         |
| 3     | Über Stock und Stein        | Very Cross Country         |
| 4     | Die Schuhkönigin            | The Shoe Queen             |
| 5     | Die Entführung              | Never Kid a Kidnapper      |
| 6     | Der Zaubertrank             | Thanks for the Remedy      |
| 7     | Ein märchenhaftes Abenteuer | The Great Slipper Slip up  |
| 8     | Der Zuckerbaron             | The Candy Man              |
| 9     | Die Ballonfahrt             | What Goes up …             |
| 10    | Lapitch vor Gericht         | All that Glistens          |
| 11    | Wunschlos glücklich         | Gibbering Goldfish         |
| 12    | Geisterstunde               | A Haunting We Will Go      |
| 13    | Die Nervensäge              | Percival the Pest          |
| 14    | Manege frei                 | The Sound of Silence       |
| 15    | Der Diamantenberg           | Missing Melchior           |
| 16    | Gefahr aus dem Weltall      | The Sky Is Falling         |
| 17    | Der Postkutschenraub        | Post Office                |
| 18    | Wissen ist Macht            | The Great Book Caper       |
| 19    | Musik im Blut               | Musical Interlude          |
| 20    | Eine geniale Erfindung      | The Great Coach Robbery    |
| 21    | Hoher Besuch                | Peace and Quiet            |
| 22    | Fauler Zauber               | Yanna and the Wise Woman   |
| 23    | Melchior im Tiefschlaf      | The War of the Weeds       |
| 24    | Bombasto                    | The Most Magical Boots     |
| 25    | Der Zahnarztbesuch          | High Noon                  |
| 26    | Des Meisters neue Schuhe    | Magical Gift               |